# 17893 Arlot
17893 Arlot este un asteroid din centura principală de asteroizi.

## Descriere
17893 Arlot este un asteroid din centura principală de asteroizi. A fost descoperit pe 17 martie 1999 la Caussols, în cadrul proiectului ODAS. Asteroidul prezintă o orbită caracterizată de o semiaxă mare de 2,27 ua, o excentricitate de 0,16 și o înclinație de 5,0° în raport cu ecliptica.